# Montasio

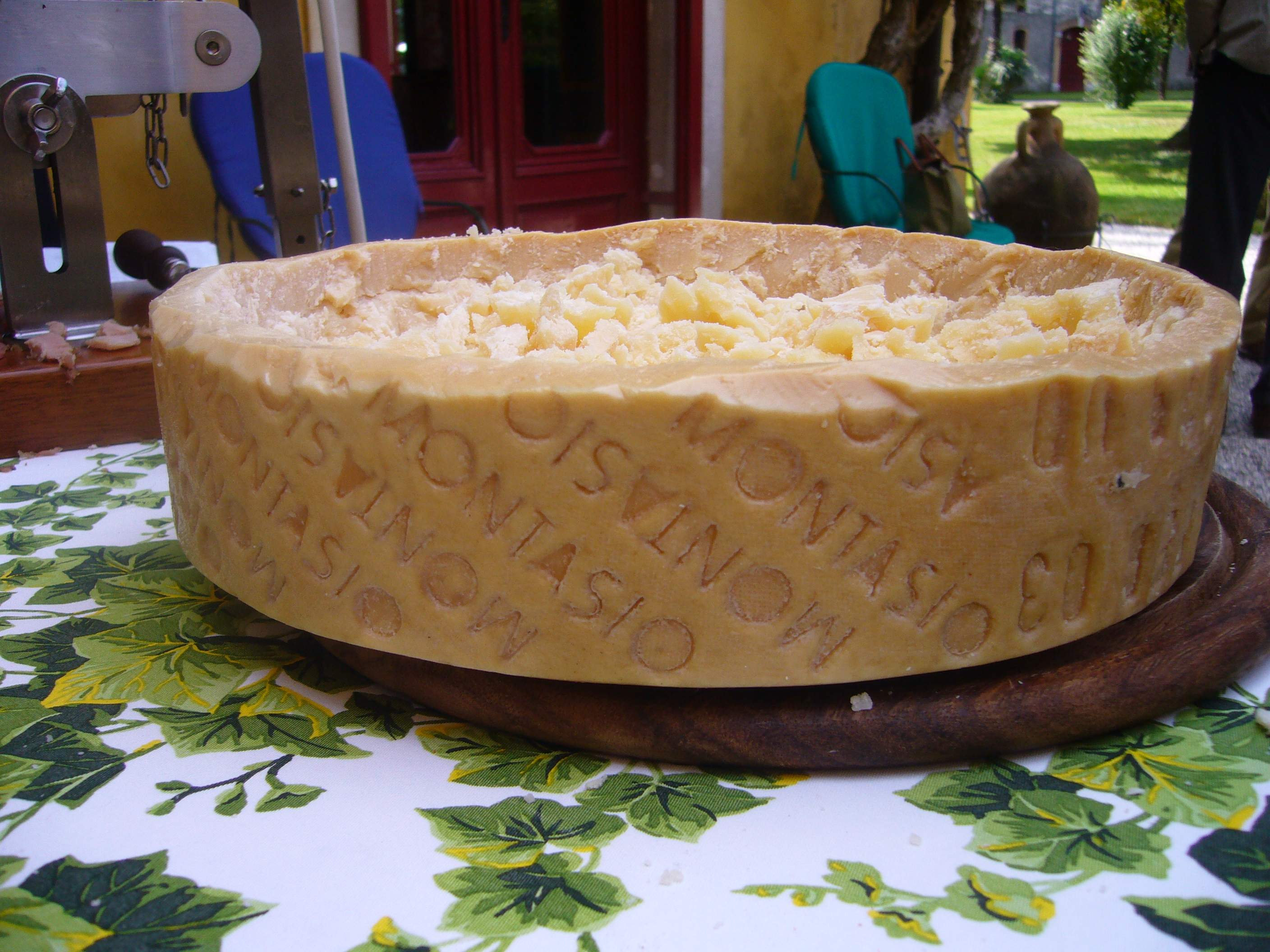
Ser montasio

Montasio – rodzaj włoskiego sera, oryginalnie produkowanego z surowego mleka krowiego, częściowo odtłuszczonego, o zawartości 32% tłuszczu. 
Nazwa sera pochodzi od góry znajdującej się na terenie Friuli, dawnej prowincji Wenecji. 
Dojrzewanie sera jest zróżnicowane i w zależności od zamierzonego efektu może trwać od 2 do 12 miesięcy. Ze względu na czas dojrzewania wyróżnia się cztery odmiany: 
- Młody – elastyczna gładka skóra o kolorze ciemnobeżowym. Miąższ biały, wpadający w lekką żółć. Charakterystyczne maleńkie oczka.
- Średni
- Stary – charakterystyczna gruba skóra, miąższ granulowany i kruchy. W tej wersji podawany jest zazwyczaj jako ser tarty.
- Bardzo stary

Smakowo im ser starszy tym bardziej pikantny, młody natomiast jest delikatny i łagodny. 